# Ванчухина, Любовь Ильинична
Ванчухина Любовь Ильинична (1 сентября 1952  года, Уфа) — советский, российский учёный-экономист, преподаватель университета. Доктор экономических наук(2000), профессор (2013). Член- корреспондент Российской Академии экономических наук и предпринимательства. Заслуженный экономист Республики Башкортостан (2008), Почётный работник высшего профессионального образования Российской Федерации (1998).

## Биография
Любовь Ильинична Ванчухина родилась 1 сентября 1952 года в Уфе.
В 1974 году окончила экономический факультет Уфимского государственного нефтяного института.
С 1974 года работает в Уфимском государственном нефтяном техническом университете.
1978-1980 годы - начальник отдела, в 1980-2015 годы — главный бухгалтер УГНТУ. Одновременно работала заведующей кафедрой бухгалтерского учёта и аудита Уфимского государственного нефтяного технического университета.
В 2013 году защитила диссертацию на соискание учёной степени доктора экономических наук. Профессор (2013). Член— корреспондент Российской Академии экономических наук и предпринимательства.

## Научная деятельность
Научные исследования Л. И. Ванчухиной посвящены экономике высшей школы, роли финансовых инструментов в управлении сложными экономическими системами.
Автор более 230 научных работ.

## Почётные звания и награды
- Заслуженный экономист Республики Башкортостан (2008),
- Почётный работник высшего профессионального образования Российской Федерации (1998).

## Научные труды
- Россия на пути к рынку: экономика, государство, безопасность и качество. М., 2001 (соавт.);
- Основы внешнеэкономической деятельности. СПб., 2011 (соавт.);
- Формирование и реализация механизмов инновационного развития на нефтедобывающих предприятиях. Уфа, 2013 (соавт.).
- Бизнес планирование: от теории к практике (текст) Учебное пособие. Уфа : Изд-во УГНТУ, 2017, 305 с.[5].
- Особенности формулирования главной цели как основного системообразующего фактора налогового менеджмента. Уфа: Изд -во УГНТУ, 2006 (соавт.)[6].